# Macy's
Macy's is een Amerikaanse warenhuisketen. Macy's is een dochteronderneming van het beursgenoteerde Macy's, Inc. Macy's concurreert qua prijs boven J.C. Penney en Sears, maar onder Nordstrom. Isidor en Ida Straus, die Macy's bezaten, stierven op 15 april 1912 tijdens de Titanic-ramp.

## Activiteiten
Macy's is het belangrijkste bedrijfsonderdeel van Macy's, Inc., de twee andere bedrijfsonderdelen zijn Bloomingdale's en bluemercury. Macy's,  Inc. behaalde in het gebroken boekjaar dat liep tot 1 februari 2020 een omzet van ruim US$ 24 miljard, waarvan bijna 90% afkomstig is van Macy's. Macy's telde 613 vestigingen van de in totaal 839 van Macy's, Inc..

## Bekende vestigingen
De bekendste winkel van Macy's bevindt zich aan de Herald Square in Manhattan (New York). Deze winkel is volgens het Guinness Book of Records het grootste warenhuis ter wereld met een oppervlakte van 198.500 m².
Twee andere bekende winkels van Macy's bevinden zich aan Union Square te San Francisco en aan State Street te Chicago (voormalige Marshall Field's).
Buitenlandse toeristen kunnen bij de visitor centers een pas halen waarmee men 10 tot 15% korting krijgt.